# عمر زهير ملحس
عمر زهير عبد الفتاح ملحس (30 مارس 1960م) سياسي أردني ووزير سابق من مواليد مدينة السلط الأردنية، متزوج ولدية 3 أبناء. نشأ في عائلة تنحدر من قبيلة المساعيد، جده سكن في عمان قبل نشأة امارة شرق الأردن، ووالده الدكتور زهير عبد الفتاح ملحس، المولود عند سيل عمان في العام 1928، وهو أول طبيب أردني يتخصص بأمراض القلب وأول طبيب أردني يدرس الطب في الولايات المتحدة الأمريكية وذلك في خمسينيات القرن العشرين، وأصبح في سبعينات القرن العشرين عضوا في المجلس الوطني الاستشاري ثم وزيرا للصحة. له شقيقين، السفير غيث والمهندس المعماري عبد الفتاح.

## المؤهل العلمي
حاصل على درجة البكالوريس في الاقتصاد كلية إدارة الأعمال من جامعة لويزيانا / الولايات المتحدة الأميركية – 1982، وقد ودرجة الماجستير في المالية والبنوك الدولية من كلية إدارة الأعمال من جامعة بيرمنغهام / المملكة المتحدة – 1991.

## الخبرات المهنية
تم تعيين ملحس بمنصب وزير المالية الأردنية بين عامي 2015- 2018 ، شغل سابقاً منصب رئيس مجلس إدارة "شركة توزيع الكهرباء" خلال عام 2015 ، ونائب رئيس هيئة مديري «مجموعة المملكة للاستثمار» بين عامي 2013 و2015، عضو مجلس إدارة «شركة توزيع الكهرباء» بين 2011 و2015، المدير العام لـ«بنك الإسكان» في الأردن بين 2010-2015 ، رئيس المجموعة المصرفية في «بنك الإسكان» بين عامي2009-2010 ، وشغل منصب مدير إدارة الخزينة والاستثمار في البنك ذاته بين 2004 و2009.
وتولى ملحس أيضاً منصب مدير تنفيذي في دائرة العلاقات الخارجية والاستثمار لدى «بنك الإسكان» بين عامي 2002 و2004،   ومدير رئيسي لدى «مؤسسة اللاينس كابيتال» الأمريكية في مكتب مملكة البحرين بين عامي 2000 و2002، ونائب المدير العام في «بنك الدوحة» في قطر بين عامي 1999 و2000، وبين 1998 و1999 شغل منصب مدير دائرة الخزينة والاستثمار والخدمات المصرفية الخاصة في البنك ذاته، كما كان مدير مركز الاستثمارات الدولية في «بنك الإسكان» بين 1997 و1998، ومدير مركز الخزينة في البنك المذكور بين 195 و1997، وشغل فيه منصب رئيس وحدة البنوك المراسلة والعمليات المصرفية الدولية بين عامي 1991 و1995، إضافة إلى منصب رئيس وحدة الاستثمار بين 1988 و1990، ورئيس وحدة العلاقات الخارجية والاستثمار بين 1987 و1988.
وكان عضواً في مجموعة تطوير عمليات الفروع لدى «بنك الإسكان» في الأردن بالتعاون مع «سيتي بنك» في نيويورك بين 1986 و1987، وموظفاً في دائرة العلاقات الخارجية لدى البنك ذاته بين عامي 1985 و1986، كما بدأ عمله فيه كموظف تدقيق بين عامي 1984 و1985، وكان عضواً في كل من «بنك الأردن الدولي» في لندن، المملكة المتحدة، و«المصرف الدولي للتجارة والتمويل» في سورية،   «بنك الإسكان للتجارة والتمويل» في الجزائر، و«المركز المالي الدولي» في الأردن، «مركز الملك عبد الله الثاني للتصميم والتطوير- كادبي» و«صندوق استثمار أموال الضمان الاجتماعي»، و«معهد الدراسات المصرفية».
حاز على جائزة «أفضل وزير مالية في الشرق الأوسط» عام 2018، التي تمنحها مجلة (ذا بانكر) البريطانية.

## أهم المناصب التي شغلها
- 2015 –2018 وزير المالية[7]
- 2015 – 2015 رئيس مجلس إدارة شركة توزيع الكهرباء
- 2013 – 2015 نائب رئيس هيئة مديري مجموعة المملكة للاستثمار
- 2011 – 2015 عضو مجلس إدارة شركة توزيع الكهرباء
- 2010 – 2015 المدير العام لبنك الإسكان / الاردن
- 2009 – 2010 رئيس المجموعة المصرفية في بنك الإسكان / الاردن
- 2004 – 2009 مدير إدارة الخزينة والاستثمار في بنك الإسكان / الاردن
- 2002 – 2004 مدير تنفيذي في دائرة العلاقات الخارجية والاستثمار لدى بنك الإسكان/ الاردن
- 2000 – 2002 مدير رئيسي لدى مؤسسة اللاينس كابيتل الأمريكية / مكتب البحرين (وهي من أكبر مؤسسات الاستثمار بالعالم)
- 1999 – 2000 نائب المدير العام في بنك الدوحة / قطر
- 1998 – 1999 مدير دائرة الخزينة والاستثمار والخدمات المصرفية الخاصة في بنك الدوحة / قطر
- 1997 – 1998 مدير مركز الاستثمارات الدولية في بنك الإسكان / الاردن
- 1995 – 1997 مدير مركز الخزينة في بنك الإسكان / الاردن
- 1991 – 1995 رئيس وحدة البنوك المراسلة والعمليات المصرفية الدولية في بنك الإسكان / الاردن
- 1988 – 1990 رئيس وحدة الاستثمار في بنك الإسكان / الاردن
- 1987 – 1988 رئيس وحدة العلاقات الخارجية والاستثمار في بنك الإسكان / الاردن
- 1986 – 1987 عضو في مجموعة تطوير عمليات الفروع لدى بنك الإسكان / الاردن بالتعاون مع سيتي بنك / نيويورك
- 1985 – 1986 موظف في دائرة العلاقات الخارجية لدى بنك الإسكان / الأردن
- 1984 – 1985 موظف تدقيق في بنك الإسكان / الأردن
- 1982 – 1984 مكلف بالقوات المسلحة الأردنية

## عضويات مجالس الإدارة السابقة
- عضو: بنك الاردن الدولي / لندن (بنك تابع لبنك الإسكان)[7]
- عضو: المصرف الدولي للتجارة والتمويل / سورية (بنك تابع لبنك الإسكان)
- عضو: بنك الاسكان للتجارة والتمويل / الجزائر (بنك تابع لبنك الإسكان)
- عضو: المركز المالي الدولي / الاردن (شركة وساطة تابعة لبنك الإسكان)
- نائب رئيس هيئة المديرين: الشركة المتخصصة للتأجير التمويلي (شركة تابعة لبنك الإسكان)
- عضو: مركز الملك عبد الله الثاني للتصميم والتطوير (كادبي)
- عضو: صندوق استثمار أموال الضمان الاجتماعي
- عضو: جمعية البنوك في الاردن
- عضو: معهد الدراسات المصرفية / الاردن

## عضويات اللجان في بنك الإسكان
- لجنة المخاطر / مجلس إدارة بنك الإسكان[7]
- لجنة الحاكمية المؤسسية / مجلس إدارة بنك الإسكان
- رئيس لجنة الاستثمار
- رئيس لجنة إدارة الموجودات والمطلوبات
- رئيس اللجنة العليا للتسهيلات
- نائب رئيس لجنة إدارة صندوق بنك الإسكان الاستثماري

## أهم إنجازات ملحس
عينت مجلة «بانكر» وزير المالية عمر ملحس أفضل وزير مالية في الشرق الأوسط، تقديرا لجهوده في «الحفاظ على استقرار الاقتصاد وسط التحديات الإقليمية».
وقالت مجلة بانكر، وهي نشرة شهرية تصدر عن الشؤون المالية الدولية باللغة الإنجليزية وتملكها صحيفة فاينانشال تايمز المحدودة وتحريرها في لندن، إن الحكومة بشكل عام ووزارة المالية بشكل خاص تعاملت مع التحديات المحلية والإقليمية «بمستوى عال من الاحتراف». وحافظ على استقرار الاقتصاد الوطني. وأضافت المجلة أن الاستقرار الاقتصادي تحقق على الرغم من الظروف الناجمة عن الأزمات في سوريا والعراق والتي تشكل أهم أسواق التصدير للمملكة.

## المصدر
1. ↑  "المدينة نيوز - وزراء قبيلة المساعيد وزراء آل ملحس نابلس/ السلط/عمان". www.almadenahnews.com. مؤرشف من الأصل في 2019-09-23. اطلع عليه بتاريخ 2020-04-24.
2. ↑  "عمر زهير ملحس". دليل الحياة السياسية في الأردن. مؤرشف من الأصل في 2019-02-15. اطلع عليه بتاريخ 2020-04-24.
3. ↑  "وزير الماليه عمر زهير ملحس(١) | اقلام رم". وكالة رم للأنباء - أخبار عاجلة، آخر الأخبار، صور وفيدوهات للحدث. مؤرشف من الأصل في 2020-04-24. اطلع عليه بتاريخ 2020-04-24.
4. ↑  "ملحس رئيسا لمجلس إدارة شركة توزيع الكهرباء". وكالة عمون الاخبارية. مؤرشف من الأصل في 2020-04-24. اطلع عليه بتاريخ 2020-04-24.
5. ↑  "عمر ملحس مديراً عاماً لبنك الإسكان". وكالة عمون الاخبارية. مؤرشف من الأصل في 2020-04-24. اطلع عليه بتاريخ 2020-04-24.
6. ↑  "عمر ملحس مديراً عاماً لبنك الإسكان". جريدة الدستور الاردنية. مؤرشف من الأصل في 2020-04-24. اطلع عليه بتاريخ 2020-04-24.
7. 1 2 3  "السير الذاتية لوزراء حكومة الملقي (صور)". Alrai. 1 يونيو 2016. مؤرشف من الأصل في 2019-10-20. اطلع عليه بتاريخ 2020-04-24.
8. ↑  بترا، عمان- (6 يناير 2018). "ملحس أفضل وزير مالية في الشرق الأوسط". Alrai. مؤرشف من الأصل في 2018-08-16. اطلع عليه بتاريخ 2020-04-24.